# Borawli
Borawli är en vulkan i Etiopien. Den ligger i den norra delen av landet, 500 km nordost om huvudstaden Addis Abeba. Toppen på Borawli är 812 meter över havet.
Terrängen runt Borawli är huvudsakligen kuperad, men åt nordväst är den platt. Borawli är den högsta punkten i trakten. Runt Borawli är det ganska glesbefolkat, med 32 invånare per kvadratkilometer. Trakten runt Borawli är ofruktbar med lite eller ingen växtlighet.